# Petit (futebolista)
Armando Gonçalves Teixeira OIH (Estrasburgo, 25 de setembro de 1976), conhecido como Petit, é um treinador e ex-futebolista português nascido na França. Atualmente está no comando técnico do Rio Ave.
Jogou em clubes como o Esposende, Gondomar, União de Lamas, Gil Vicente, Boavista e Benfica representou a Seleção Portuguesa por diversas vezes.
A 5 de Julho de 2004 foi condecorado com a Ordem do Infante D. Henrique.

## Carreira
A 22 de Maio de 2008, em conferência de imprensa no âmbito da preparação para o Euro 2008, anunciou que aquela seria a última competição em que jogaria com a camisola das quinas.
Em Julho de 2008 acertou a sua transferência para o 1. FC Köln do Campeonato Alemão de Futebol, agradecendo o apoio dos adeptos durante os seis anos que permaneceu no Sport Lisboa e Benfica.
Em Setembro de 2008 Petit informou a imprensa que era seu desejo regressar ao clube do seu coração, o Boavista Futebol Clube, no termo do contrato com o FC Köln. Referiu ainda que esse seu desejo era independente do escalão que o Boavista representasse na altura, uma vez que tinha como único objetivo ajudar o seu clube.
Entre 2012 e 2013 jogou pelo Boavista. 

## Carreira como treinador

### Tondela
No dia 9 de Dezembro de 2015 Petit foi apresentado ao Tondela como treinador principal após ter substituído o Rui Bento, Petit deixou o Boavista Futebol Clube após a 11ª jornada da Liga NOS de 2015/2016.   
Ao serviço de Boavista e Tondela conseguiu que o Sporting Clube de Portugal apenas retirasse das suas equipas dois pontos na soma dos jogos.

### Boavista- Segunda Passagem
Regressou ao Boavista em 2021, clube onde começou a carreira de treinador, para substituir João Pedro Sousa que foi despedido por conta dos maus resultados obtidos no clube. Na primeira época, obteve um 12º lugar na tabela do campeonato e chegou às meias finais da Taça da Liga, sendo eliminado pelo Benfica nas grandes penalidades. Não teve os resultados espectáveis na Taça de Portugal, sendo eliminado com uma goleada de 4-0 na terceira eliminatória pelo Rio Ave. Na segunda época, 2022-2023, conseguiu alcançar o 9º lugar no campeonato e os quartos de final da Taça da Liga, sendo eliminado pelo Académico de Viseu. Nesta época, também deixou a desejar na Taça de Portugal, tendo sido eliminado pelo Machico na terceira eliminatória. Na sua última época ao serviço do Boavista, 2023-2024, acabou por sair pela porta pequena. Depois da eliminação da Taça de Portugal pelo Arouca e devido a uma grande sequência de seis jogos sem vencer, acabou por pedir demissão depois de uma derrota frente ao Estrela da Amadora por 3-1. No entanto, ainda conseguiu ganhar ao Benfica na primeira jornada do campeonato por 3-2 com dois golos após o minuto 90.

### Cuiabá
Em 1 de maio de 2024, foi anunciado como novo técnico do Cuiabá.
Em 27 de agosto de 2024, o Cuiabá anunciou a saída de Petit. O técnico afirmou não ter mais condições de ajudar o clube e deixa o comando da equipe após a derrota por 5 a 0 para o Palmeiras e depois de quase quatro meses no cargo.

## Títulos
- Primeira Liga (2000/2001 pelo Boavista FC)
- Jogador do ano (2001)
- Taça de Portugal (2003/2004 pelo SL Benfica)
- Primeira Liga (2004/2005 pelo SL Benfica)
- Supertaça de Portugal (2005 pelo SL Benfica)

## Carreira em Portugal
| Jogos(golos) | Clube       | Liga    | Europa | Taça 1 | Total   |
| ------------ | ----------- | ------- | ------ | ------ | ------- |
| 1999/2000    | Gil Vicente | 30(4)   | 0(0)   | 2(0)   | 32(4)   |
| 2000/2001    | Boavista    | 25(4)   | 3(0)   | 1(0)   | 29(4)   |
| 2001/2002    | Boavista    | 26(3)   | 9(0)   | 2(1)   | 37(4)   |
| 2002/2003    | Benfica     | 25(2)   | 0(0)   | 0(0)   | 26(2)   |
| 2003/2004    | Benfica     | 23(0)   | 9(0)   | 3(0)   | 35(0)   |
| 2004/2005    | Benfica     | 29(2)   | 9(0)   | 8(0)   | 43(2)   |
| 2005/2006    | Benfica     | 30(3)   | 9(0)   | 3(0)   | 42(3)   |
| 2006/2007    | Benfica     | 24(4)   | 14(1)  | 2(0)   | 35(5)   |
| 2007/2008    | Benfica     | 17(1)   | 7(0)   | 2(0)   | 26(1)   |
| 2012/2013    | Boavista    | 8(2)    | 0(0)   | 0(0)   | 8(2)    |
| Total        |             | 237(25) | 57(1)  | 22(1)  | 312(27) |

1 Inclui Taça de Portugal, Super Taça e Taça da Liga